# 青少年が安全に安心してインターネットを利用できる環境の整備等に関する法律
青少年が安全に安心してインターネットを利用できる環境の整備等に関する法律（せいしょうねんがあんぜんにあんしんしてインターネットをりようできるかんきょうのせいびとうにかんするほうりつ、平成20年6月18日法律第79号）は、「インターネットにおいて青少年有害情報が多く流通している状況にかんがみ、青少年のインターネットを適切に活用する能力の習得に必要な措置を講ずるとともに、青少年有害情報フィルタリングソフトウェアの性能の向上および利用の普及その他の青少年がインターネットを利用して青少年有害情報を閲覧する機会をできるだけ少なくするための措置等を講ずることにより、青少年が安全に安心してインターネットを利用できるようにして、青少年の権利の擁護に資すること」を目的としている、日本の法律である。青少年ネット規制法、青少年有害情報規制法などの略称で呼ばれている。
参議院において2008年（平成20年）6月11日に可決・成立し、施行は2009年（平成21年）4月1日。3年以内の見直し規定が置かれている。

## 概要
実際に成立した法律は、携帯電話会社に青少年（18歳未満）のものに携帯電話インターネット接続役務を提供する際に青少年有害情報フィルタリングサービスを提供することを、保護者が利用しない旨を申し出ない限り義務づけ（17条）、プロバイダに対し、利用者が求めがあれば青少年有害情報フィルタリングソフトウェア又は青少年有害情報フィルタリングサービスを原則として提供する義務を負わせている（18条）。なお、これらの義務に刑事罰は設けられていない。
さらに、サーバー管理者に対し、青少年有害情報について青少年による閲覧ができないようにするための措置をとるよう努力義務が規定された（21条）。
同時に総務大臣及び経済産業大臣の登録を受けたフィルタリング推進機関がフィリタリングソフトの調査研究や普及啓発、技術開発の推進を行うこととされている（24条）。
自民党案では、ウェブサイトの管理者がウェブページ内に有害情報を発見した場合に、自主的に削除するか18歳未満の少年、青年等が参加できない会員制への移行、あるいはフィルタリングソフトによるアクセス制限の対象として申請する、といった対応を促す。また、プロバイダや携帯電話各社、インターネットカフェにはフィルタリングサービスなどにより青少年に有害情報を閲覧させないようにすることを義務づけ、違反した場合は6ヶ月の懲役刑および100万円の罰金などの罰則規定も設けるとしていた。
自民党の法案名は『青少年の健全な育成のためのインターネットの利用による青少年有害情報の閲覧の防止等に関する法律案』で、青少年特別委員会の委員長高市早苗などが中心になって2008年の法案成立を目指していた。民主党の法案名は『子供が安全に安心してインターネットを利用できる環境の整備等に関する法律案』だった。

## 経過
- 2002年8月8日～8月18日
「児童の性的搾取に関する世論調査」が行われる、調査対象は全国の15歳以上の者5,000 人。有効回収数は3,247人（64.9％）調査員による個別面接聴取にて調査[1]。
- 2002年10月21日
「児童の性的搾取に関する世論調査」がまとまる。
- 2007年9月13日～9月23日
「有害情報に関する特別世論調査」が行われる、調査対象は全国の20歳以上の者（有権者）3,000 人。有効回収数は1,767 人（58.9％）調査員による個別面接聴取にて調査[2]。
- 2007年10月25日
「有害情報に関する特別世論調査」がまとまる。
- 2008年1月31日
第169回国会 質問 - 41「違法・有害サイト規制と電気通信事業法に関する質問主意書」が提出される。第169回国会 質問の一覧 - 41 違法・有害サイト規制と電気通信事業法に関する質問主意書
- 2008年3月19日
自民党の内閣部会（松村龍二部会長）と青少年特別委員会（高市早苗委員長）が合同部会を開き、18歳未満の青少年がインターネットで有害情報にアクセスするのを防ぐ「有害情報の規制」法案をとりまとめる[3][4]。
- 2008年5月21日
民主党「違法・有害サイト対策プロジェクトチーム」の松本剛明座長、高井美穂同事務局長が21日夕方、国会内で会見し、「子どもが安全に安心してインターネットを利用できる環境の整備等に関する法律案骨子」を発表[5]。
- 2008年6月2日
自民・公明・民主・共産による法案の与野党協議がまとまり、党内調整に入る。
- 2008年6月6日
「青少年が安全に安心してインターネットを利用できる環境の整備等に関する法律案（第169回国会 衆法 169回30号）」[6] が衆議院の青少年問題に関する特別委員会で委員長提案され審議、了承される[7][8]。午後に衆議院本会議にて採決が行われ「異議無し採決」方式による全会一致で可決する[9][10][11][12]。
- 2008年6月10日
参議院の内閣委員会で参考人聴取と質疑、審議が行われ可決される[13][14][15][16][17]。
- 2008年6月11日
参議院本会議にて採決が行われる。押しボタン投票による多数決で採決の結果、ほぼ全員が賛成したことで可決成立する（総定数：242 投票総数：234 賛成票：233 反対票：1）[18][19][20][21][22][23]。なお、会派割当数は青少年問題に関する特別委員会（自民16、民主6、公明2、共産1）[24]、内閣委員会（民主10、自民8、公明1、無所属1）[25][26] であり、ともに会派割当数が0で、与野党協議に加わらなかった社民党も最終的に賛成に回った[27]。
- 2008年7月4日
法律の施行に向けた準備のため、内閣府に「インターネット青少年有害情報対策・環境整備推進準備室」を立ち上げる[28]。

## インターネット青少年有害情報対策・環境整備推進会議
法律では、内閣府にインターネット青少年有害情報対策・環境整備推進会議が設置され青少年が安全に安心してインターネットを利用できるようにするための施策に関する基本的な計画の策定を行うことなどとされた。
自民党案では、「青少年健全育成推進委員会」（最大5人）を内閣府に設置し、これに青少年有害情報のより具体的なガイドラインの策定を委ねるとしていた。
中心的な推進者の一人で、高市早苗衆議院議員は、同委員会を、各省庁や政党から独立した独立行政機関として設置するとし、具体的には、「指定青少年有害情報紛争処理機関」として異議申し立て機関を設置し、これに警察庁の委託によりインターネット協会が管理・運営しているインターネット・ホットラインセンターを想定しているとしている。

## 有害情報の定義

### 自民党案
1. 人の性交等の行為又は人の性器等の卑わいな描写その他の性欲を興奮させ又は刺激する内容の情報であって、青少年に対し性に関する価値観の形成に著しく悪影響を及ぼすもの
2. 殺人、傷害、暴行、処刑等の場面の陰惨な描写その他の残虐な行為に関する内容の情報であって、青少年に対し著しく残虐性を助長するもの
3. 犯罪若しくは刑罰法令に触れる行為、自殺又は売春の実行の唆し、犯罪の実行の請負、犯罪等の手段の具体的な描写その他の犯罪等に関する内容の情報であって、青少年に対し著しく犯罪等を誘発するもの
4. 麻薬等の薬物の濫用、自傷行為その他の自らの心身の健康を害する行為に関する内容の情報であって、青少年に対し著しくこれらの行為を誘発するもの
5. 特定の青少年に対するいじめに当たる情報であって、当該青少年に著しい心理的外傷を与えるおそれがあるもの
6. 家出をし、又はしようとする青少年に向けられた情報であって、青少年の非行又は児童買春等の犯罪を著しく誘発するもの

## 反対意見
この法案に対しては、2008年4月22日から23日にかけて複数のグループにより反対ないし慎重な対応を求める声明や自主的な取り組みについての情報等が公表されている。
- インターネット先進ユーザーの会(MIAU)・WIDEプロジェクト他
  - MIAU : 共同声明：私たちは青少年ネット規制法案に反対します 2008年4月22日
  - MIAU : 青少年ネット規制法の成立について 2008年6月15日
  - WIDE : Press Release : 「ネット有害情報規制法案」に反対します 2008年4月29日
  - 株式会社ディー・エヌ・エー・ネットスター株式会社・マイクロソフト株式会社・ヤフー株式会社・楽天株式会社が共同声明等を発表
  - プレスリリース 株式会社ディー・エヌ・エー 青少年インターネット規制法案に対する意見および保護者とともに行う自主的な取組みについて 2008年4月23日
  - プレスリリース 株式会社ディー・エヌ・エー 「青少年が安全に安心してインターネットを利用できる環境の整備等に関する法律案」に対するインターネット事業者5社の共同声明 2008年6月9日
  - ネットスター株式会社 青少年インターネット規制法案に対する意見および保護者とともに行う自主的な取組みについて 2008年4月23日
  - ネットスターとYahoo! JAPAN、子どもたちのインターネット利用を考える有識者による研究会を立ち上げ 2008年4月24日
  - ネットスター株式会社 「青少年が安全に安心してインターネットを利用できる環境の整備等に関する法律案」 に対するインターネット事業者5社の共同声明 2008年6月9日
  - マイクロソフト 青少年インターネット規制法案に対する意見および保護者とともに行う自主的な取組みについて 2008年4月23日
  - マイクロソフト 「青少年が安全に安心してインターネットを利用できる環境の整備等に関する法律案」に対するインターネット事業者5社の共同声明 2008年6月9日
  - Yahoo! JAPAN - プレスリリース 青少年インターネット規制法案に対する意見および保護者とともに行う自主的な取組みについて 2008年4月23日
  - Yahoo! JAPAN - プレスリリース ネットスターとYahoo! JAPAN、子どもたちのインターネット利用を考える有識者による研究会を立ち上げ 2008年4月24日
  - Yahoo! JAPAN - プレスリリース 「青少年が安全に安心してインターネットを利用できる環境の整備等に関する法律案」 に対するインターネット事業者5社の共同声明 2008年6月9日
  - 【楽天市場】会社情報 青少年インターネット規制法案に対する意見および保護者とともに行う自主的な取組みについて 2008年4月23日
  - 【楽天市場】会社情報 有害情報対策のための議員立法案に対する当社のコメント 2008年6月3日
  - 【楽天市場】会社情報 楽天とガイアックスが連携し、サイト監視を強化子どもたちが「前略プロフィール」を安心・安全に利用するために 2008年6月4日
  - 【楽天市場】会社情報 「青少年が安全に安心してインターネットを利用できる環境の整備等に関する法律案」成立に対する当社のコメント 2008年6月11日
- 日本ネットワークインフォメーションセンター(JPNIC)理事会
  - 青少年のインターネット利用に対して規制を行う法案に関する懸念表明 2008年4月30日
- think-filtering.com（古川享・中村伊知哉・平田オリザ他各界有志）
  - 日本のデジタル社会を潰す「ネット有害情報規制法案」に反対する 2008年5月30日
- モバイルコンテンツ審査・運用監視機構(EMA)
  - 有限責任中間法人モバイルコンテンツ審査・運用監視機構 - インターネット上の違法・有害情報に関する法規制についての意見 2008年6月1日
  - 有限責任中間法人モバイルコンテンツ審査・運用監視機構(EMA) - 「特定分類アクセス制限方式（いわゆる「ブラックリスト方式」）」の改善に関するご意見の募集について 2008年6月6日
- 日本新聞協会
  - 新聞協会メディア開発委員会が「青少年のインターネット利用制限の動き」に関し意見を提出 2008年5月29日
  - Pressnet NEWS 2008年6月-新聞協会メディア開発委員会が有害サイト規制法案に対し声明を発表 2008年6月6日
- 日本民間放送連盟
  - 2008年06月06日 （報道発表）インターネット上の「青少年有害情報」規制に関する法律案に対する民放連の意見 - NAB LOCAL 2008年6月2日
  - 2008年06月02日 （報道発表）インターネット上の青少年有害情報規制動向に対する民放連･放送基準審議会の意見 - NAB LOCAL 2008年6月6日
  - 2008年06月11日 （報道発表）インターネット上の「青少年有害情報」規制に関する法律案成立にあたっての民放連会長コメント - NAB LOCAL 2008年6月11日